# Kristiansand
 Ikke at forveksle med Kristiansund.
Kristiansand (oprindelig Christiansand) er en by i Agder fylke længst mod syd i Norge. Byen benævnes ofte som Kristiansand S (S for sør/syd) for ikke at forveksles med Kristiansund N (N for nord). Kommunen grænser i vest til Lindesnes, i nord til Vennesla og Birkenes, og i øst til Lillesand. Kristiansand er fylkeshovedstad i Vest-Agder og kaldes også Sørlandets hovedstad. Byen blev grundlagt i 1641 af kong Christian 4. af Danmark-Norge. Indbyggertallet er på 85.983 (2014), og byen er den femtestørste og en af de hurtigst voksende i Norge.
Ved Kommunereformen i Norge 1. januar 2020 blev kommunerne Søgne og Songdalen lagt sammen med Kristiansand.

## Historie
Kristiansand blev grundlagt af kong Christian IV den 5. juli 1641. Det er dokumenteret, at kongen allerede i august 1630 besøgte Sanden, som senere blev byens centrum og spiste middag hos Peder Thommesen, "boende på en odde af Grimsmoen, lige ved udløbet af Torridalselven". Denne del af byen kaldes i dag for Tangen.
Det oprindelige bycentrum blev lagt på denne sandslette, deraf navnet på byen. Før byen blev grundlagt, fandtes der ingen købstad mellem Skien og Stavanger.
Grim gård, som Grimsmoen tilhørte, var delvis krongods. Området var tæt skovbevokset og ubebygget, og det egnede sig derfor udmærket til anlæggelse af en helt ny, bymæssig bebyggelse med lige gader, som var kongens billede på den ideelle by. Området havde desuden gode havne på to sider og en sejlbar elv på den tredje.
En anden medvirkende årsag til Kristiansands grundlæggelse var udviklingen i havnen ved Flekkerøy, som var den vigtigste langs Skagerrakkysten allerede fra 1500-tallet, og som fik sine første befæstninger i 1555 under Christian III. Lensherren havde allerede i 1635 fået ordrer fra kongen om at flytte fra Nedenes og bygge en kongsgård i nærheden af Flekkerøy. I skibningssæsonen skulle lensherren bo på den befæstede ø Slottsholmen, som fra 1635 havde navnet Christiansø. Sommerresidensen stod først færdig i 1642.
Indbyggerne i omegnen blev beordret til at flytte til det nyetablerede byområde. Til gengæld skulle de få diverse handelsprivilegier og 10 års skattefrihed. Forskellige kongelige privilegier og påbud ad denne type var nødvendig fødselshjælp og en del af forudsætningerne for at kunne udvikle levedygtige bysamfund. Det samme gælder alle byer, som er anlagt fra 1500- til 1800-tallet.
I 1666 blev Kristiansand garnisonsby, og i 1682 besluttede kongen, at bispesædet skulle flyttes fra Stavanger til Kristiansand. Bispedømmet ændrede samtidig navn til Kristiansand stift. Dette fik meget at sige for byens vækst.
Byen har været garnisons- og fæstningsby fra sin grundlæggelse indtil 1990'erne. Befæstning finder vi for eksempel på Odderøya og på Christiansholm Fæstning, tæt på centrum og Batteri Vara fra Anden Verdenskrig, 8 km vest for centrum.
I 1734 oplevede byen sin første bybrand, hvor 333 huse blev ødelagt. Branden blev fulgt af dårlig økonomi. Senere i 1700-tallet, efter den amerikanske uafhængighedskrig, oplevede byens værfter stor vækst. Den varede helt frem til 1814, men adskillelsen fra Danmark fik megen betydning for byen økonomisk. Efter 1814 sank folketallet drastisk, og økonomien blev dårligere. Først i 1830'erne begyndte økonomien at blive bedre.
Under angrebet på Norge 9. april 1940 kom det til skudveksling mellem en tysk flådestyrke og de norske kystfæstningerne ved Kristiansand. Byen blev besat i løbet af dagen.

## Kommune
Den byplan, Christian IV godkendte i 1641, gav plads til 15 000-20 000 indbyggere, og det tog næsten 300 år, før byen nærmede sig dette antal. Derfor kom den første udvidelse af grænserne først efter 280 år, da byen ved lov af 14. juni 1921 blev tillagt ca. 2,75 km² af Lund, som havde tilhørt Oddernes kommune indtil da. Cirka 40 år senere, 1. januar 1965, blev alle de omliggende kommuner Oddernes, Randesund og Tveit, slået sammen med Kristiansand. Den nye storkommune, Kristiansand, fik dermed et indbyggertal på omkring 50 000.
Under kommunereformen i 2020 blev kommunegrænserne udvidet igen ved at fusionere Kristiansand kommune med kommunerne Søgne og Songdalen i vest og nordvest.

## Infrastruktur og transport
Byen har gode forbindelser med resten af Norge og Europa via sin havn og lufthavn, og med færgeforbindelse, der anløber flere gange om dagen til Hirtshals, samt flyforbindelse til København og Oslo. Desuden går der tog og ekspresbus til Oslo og Stavanger. Kristiansand Station er et stop på Sørlandsbanen. Kristiansand er norsk startpunkt for E 18, E 39 og RV 9 (op gennem Setesdal).

## Erhverv
Byen har et varieret næringsliv, med metallurgisk-, skibsbygnings- og næringsmiddelindustri. Blandt byens virksomheder er Christianssands Bryggeri, Christianssand Brygghus, Hennig-Olsen Is, Glencore Nikkelverk, National Oilwell Varco, Elkem, Einar Rasmussens Rederier og tidligere også Kristiansands mekaniske verksted

## Uddannelse
Universitetet i Agder har campus på Gimlemoen i Kristiansand.

## Kultur
Kristiansand har et blomstrende kulturliv med mange koncerter, festivaler og andre kulturarrangementer.
Kristiansand dyrepark er både zoo og forlystelsespark og er den næst mest besøgte attraktion i Norge efter Holmenkollbakken. Parken indeholder bl.a. et område med Kaptajn Sabeltand og Kardemomme by.
I 1995 blev Sørlandets Kunstmuseum indviet. Arkivet var Gestapos hovedkvarter på Sørlandet, og det er i dag indrettet som museum.
Derudover findes Gimle gård, fragtskibet DS Hestmanden, Kristiansand museum og Naturmuseum og botanisk hage.
I januar 2012 åbnede Kilden teater- og koncerthus på Odderøya, det næststørste kulturhus i Norge efter Operahuset i Oslo.
Odderøya har en lang historie, som fæstning og karantænestation, der i moderne tid også har været beliggenhed for udendørs koncerter med navne i verdensklasse. , og den smukke skærgård udenfor byens centrum er rejsemål for mange turister fra ind- og udland.
Kristiansand Domkirke blev opført i slutningen af 1800-tallet, efter den gamle kirke var brændt i 1880. Der er plads til 1500 mennesker og har et tårn på 70 m. Den er hovedkirke i Kristiansand Stift.
Strande
|   | Navn            | i bydel      | Anmærkning                                                              |
| - | --------------- | ------------ | ----------------------------------------------------------------------- |
| 1 | Bystranda       | Kvaderaturen | Badestranden i centrum                                                  |
| 2 | Bertesbukta     | Lund         | I nærheden af campingplats.                                             |
| 3 | Hamresanden     | Tveit        | Længste badestrand i Kristiansand, i nærheden af hotel og campingplats. |
| 4 | Dvergsnestangen | Randesund    | I nærheden af Kristiansand Feriecenter og campingplats.                 |

Der er også bademuligheder i flere søer, bedst kendt er Tredje Stampe og Jægersbergvannet.

### Sport
Kristiansand er repræsenteret i den norske Tippeligaen (fodbold) ved IK Start, hvis hjemmebane er Sør Arena.
Kristiansand er desuden hjemby for håndboldklubben Vipers, som spiller i Eliteserien, og som har vundet Champions League flere gange siden 2020.

## Berømte bysbørn
- Henrik Wergeland, digter († 1845)
- Camilla Collett, forfatter († 1895)
- Paul Due († 1919), arkitekt
- Jørgen Løvland († 1922), statsminister, udenrigsminister
- Vilhelm Krag († 1933), forfatter
- Jens Bjørneboe († 1976), forfatter
- Axel Buchardt Jensen († 2003), forfatter
- Kjell Nupen († 2014), billedkunstner[7]
- Rolf Løvland, komponist (1955-)[8]
- Karl Ove Knausgård (1968-), forfatter
- Kronprinsesse Mette-Marit af Norge (1973-)
- Katrine Lunde Haraldsen (håndboldspiller)
- Kristine Lunde (håndboldspiller)
- Andreas Thorkildsen, to gange olympisk mester i spydkast
- Agnes Kittelsen, skuespiller

## Venskabsbyer
- Trollhättan, Sverige
- Gdynia, Polen
- Hjørring, Danmark
- Kervo, Finnland
- Rajsjahi, Bangladesh
- Reykanesbær, Island
- Orléans, Frankrig
- Münster, Tyskland
- Letchworth, England